# قصبة جبل درسة
قصبة جبل درسة وتُعرف أيضًا بقصبة الذيب، هو حصن أو قلعة شُيّدت على سفح جبل درسة شمال المدينة في السنوات الأولى من تجديد مدينة تطوان أي بين أواخر القرن 15م والربع الأول من القرن 16م. أُنشِئت نواتها في الأيام الأخيرة لعلي المنظري مؤسس مدينة تطوان (كان قائدا لهذه المدينة ما بين 1493- ت1504م) ولم ينتهي بناؤها إلا في عهد المنظري الحفيد (1511-1529م) وربما تمّ تشييد أجزاء منها في عهد علي الذيب، ما يفسّر تداول اسم قصبة الذيب.

## كرونولوجيا القصبة

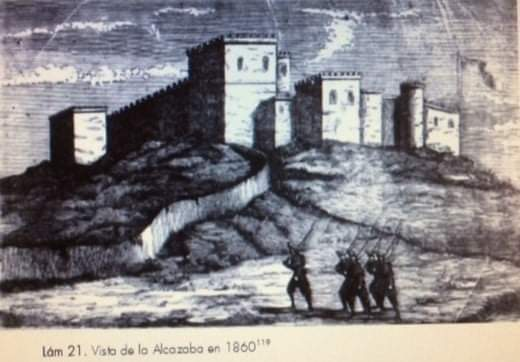
قصبة جبل درسة إبان الاحتلال الإسباني الأول لمدينة تطوان 1860-1862م

يصف الرحالة الإنجليزي جون بريت ويت (John Braithwaite) قصبة جبل درسة خلال سنة 1727م، بأنها «مبنى قديم على مستوى واحد، يشتمل على حديقتين، وقد حُصّنت الحديقة الخارجية بأربعة أبراج، أما الحديقة الداخلية فكانت جميلة ومرتفعة وتشرف على المبنى بأسره».
بداية القرن العشرين إبان الاستعمار الإسباني لشمال المغرب تم الشروع في بناء أول ثكنة عسكرية بالقصبة يوم 6 يونيو 1913م، تحت إشراف خوليو غارسيا، فقام الإسبان بتشييد مبنى من طابقين ذا أجنحة متعددة داخل القصبة، ثم استقبلت جنباتها إضافات في غاية الأهمية سنة 1929م، غلب على هندستها المعمار الكولونيالي الذي يُزاوج بين الخصائص الإسلامية-العربية وبين الهندسة الإسبانية الكلاسيكية.

## وظائف القصبة

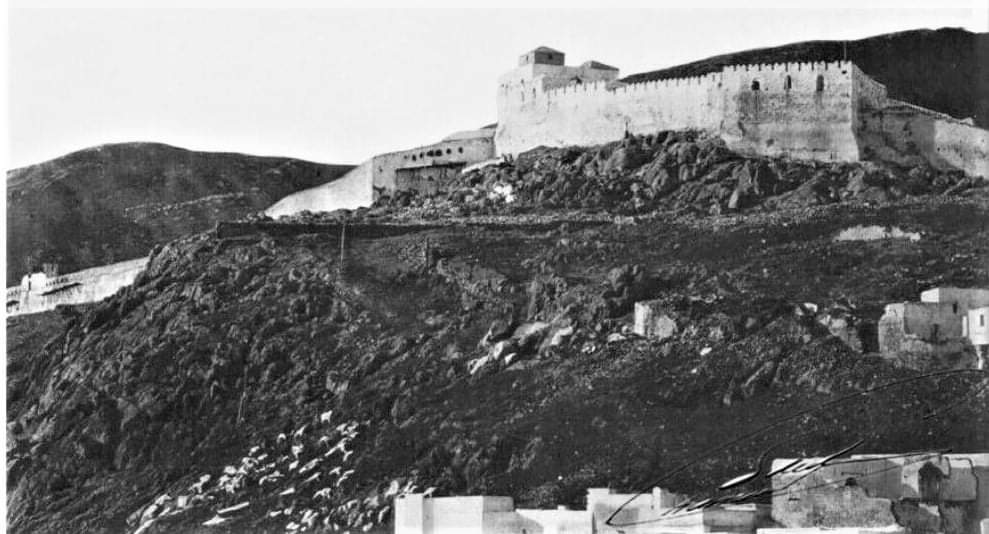
قصبة جبل درسة قبل بناء الثكنة الإسبانية بداخلها

موقع القصبة الجغرافي حَكَم وظائفها بشكل كبير، إذ فوق وظيفتها الأساسية كحصن دفاعي ومقر للجنود، كان للقصبة موقع استراتيجي (الإشراف على المدينة من فوق ومقابلة سهل مرتيل ومن تم الساحل المتوسطي) لرصد الأخطار الممكنة، سواء تلك المتمثّلة في القوّتين البحريتين الإسبانية-البرتغالية أو هجمات القبائل المجاورة، فكانت المدافع الموجودة بالقصبة تطلق إنذارات تشي بالخطر وتُعلم بالأُهبة والاستعداد.
فضلا عن هذا تعدّت وظائف القصبة الميدان العسكري إلى الميدان المدني والثقافي حيث كانت تُستغل مدافع القصبة في الإعلان عن المناسبات الدينية والرسمية، ومنها الإعلان عن وقت الإمساك والإفطار في رمضان، واستمرّت هذه العادة في مرحلة الاستعمار الإسباني عندما كانت إحدى فرق الجيش النظامي الاسباني مستقرة بالقصبة (القوات الأهلية النظامية) وكان أهل تطوان يعتبرون هذه العادة «كالضروري المُتَدَيَّن به».

## الخصائص المعمارية

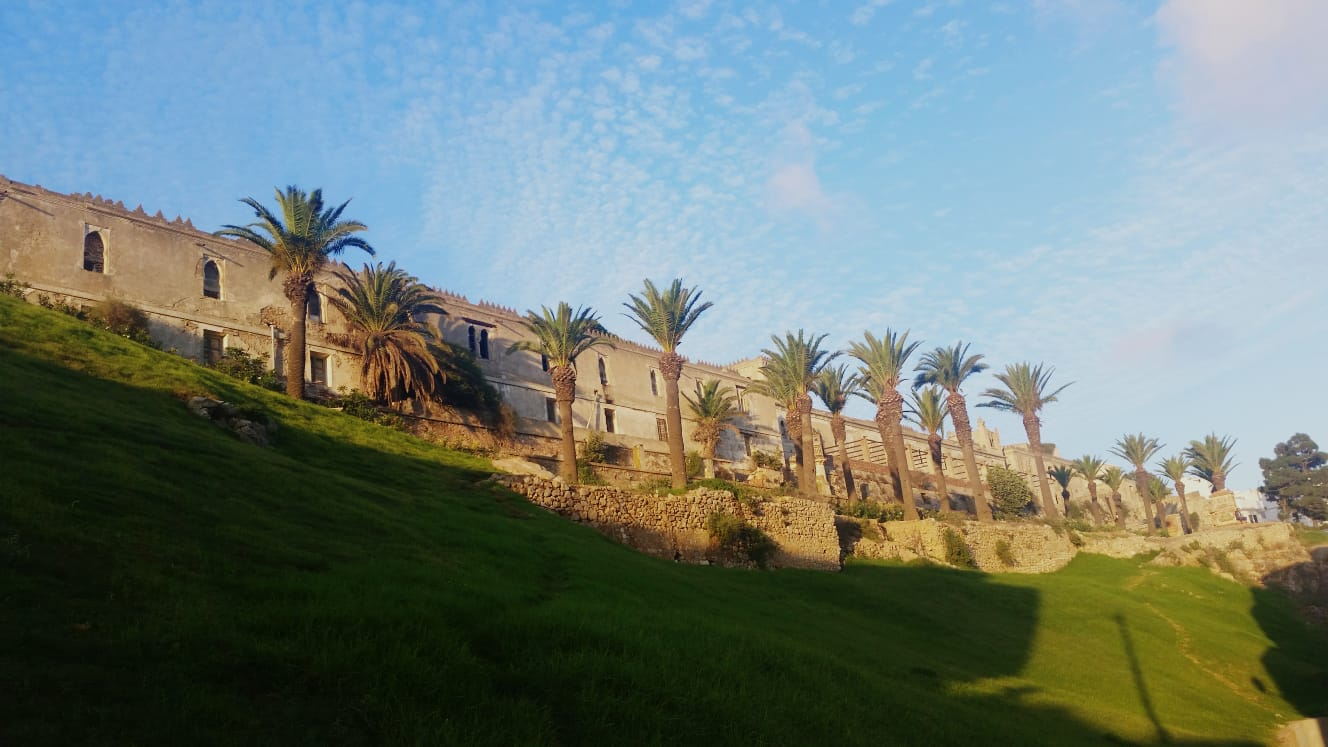
واجهة جبل درسة المطلّة على وسط المدينة

تمتد قصبة جبل درسة الآن حوالي 50000 متر مربع، وهي منتهى السور الجامع لتطوان من الناحية الشمالية، وموضعها هذا بسفح الجبل جعلها تشرف على المدينة من فوق، وتتشكلّ من مبنيين يكاد يكونان منفصلان، القصبة القديمة ذات الطابع الأندلسي، زخارف أبراجها تشبه بشكل كبير القصبة الواقعة في قلب المدينة نظرا لتقارب زمن البناء ولربما عمل في القصبتين نفس البنائين والمهندسين، وطابق هذا البناء «مربع الأضلاع غير متناسق والذي أصبح اليوم جزءا شرقيا لبناء عسكري كبير».